# Brooke Henderson
Brooke Henderson née le 10 septembre 1997 à Smiths Falls en Ontario, est une golfeuse professionnelle canadienne évoluant sur le PGA Tour. Elle fait partie des meilleures joueurs des années 2010 et 2020 remportant de prestigieux titres tels les deux tournois majeurs que sont le Championnat de la LPGA en 2016 et l'Evian Championship en 2022. Son prestige dépasse le cadre du golf puisqu'elle est à trois reprises nommée « athlète de l'année » avec le prix Bobbie-Rosenfeld (décerné par la presse canadienne) en 2015, 2017 et 2018.

## Biographie
Elle a gagné son premier tournoi majeur sur le circuit LPGA à l'âge de 18 ans en 2016 au LPGA Championship. Trois semaines plus tard, elle réussit à conserver son titre au Cambia Portland Open,  sa troisième victoire sur le LPGA. Elle remporte un nouveau trophée en juin 2017 lors du Meijer LPGA Classic. Le 26 août, au terme de quatre jours de tournoi, elle remporte, enfin, l'Omnium Canadien, qu'elle convoitait depuis 2012, date de sa première participation à cette épreuve, en tant que joueuse amateur. Elle succède, ainsi, 45 ans plus tard, à sa compatriote Jocelyne Bourassa, vainqueur de l'édition inaugurale, en 1973.

## Victoires professionnelles (12)

### Victoires sur le circuitLPGA(12)
| N° | Date            | Tournoi                            |
| -- | --------------- | ---------------------------------- |
| 1  | 16 août 2015    | Cambia Portland Classic            |
| 2  | 12 juin 2016    | LPGA Championship                  |
| 3  | 3 juillet 2016  | Cambia Portland Classic (2)        |
| 4  | 18 juin 2017    | Meijer LPGA Classic                |
| 5  | 2 octobre 2017  | MacKayson New Zealand Women's Open |
| 6  | 14 avril 2018   | Lotte Championship                 |
| 7  | 26 août 2018    | Canadian Pacific Women Open        |
| 8  | 20 avril 2019   | Lotte Championship                 |
| 9  | 16 juin 2019    | Meijer LPGA Classic                |
| 10 | 24 avril 2021   | Hugel-Air Premia LA Open           |
| 11 | 12 juin 2022    | ShopRite LPGA Classic              |
| 12 | 24 juillet 2022 | The Evian Championship             |

### Victoires sur leSymetra Tour(1)
| N° | Date         | Tournoi                 |
| -- | ------------ | ----------------------- |
| 1  | 21 juin 2015 | Four Winds Invitational |

### Autres victoires (4)
2012 : Beloeil Golf Club event (CN Canadian Women's Tour, en tant qu'amateur)
2014 : Legends on the Niagara event (CN Canadian Women's Tour, en tant qu'amateur)
2014 : PGA Women's Championship of Canada (CN Canadian Women's Tour, en tant qu'amateur)
2015 : Suncoast Series Tour (Winter Garden, Floride)

## Parcours en tournois majeurs
| Tournoi                  | 2013 | 2014 | 2015 | 2016 | 2017 | 2018 | 2019 | 2020 | 2021 | 2022 |
| ------------------------ | ---- | ---- | ---- | ---- | ---- | ---- | ---- | ---- | ---- | ---- |
| The Chevron Championship | DNP  | T26  | DNP  | T10  | T14  | T48  | T17  | T2   | T19  | T13  |
| Open américain           | T59  | T10  | T5   | T64  | T13  | WD   | T39  | T44  | T7   | T15  |
| Championnat de la LPGA   | DNP  | DNP  | T5   | 1    | 2    | T6   | T30  | 6    | T21  | T16  |
| The Evian Championship   | DNP  | DNP  | T25  | T9   | T58  | T10  | T17  | NT   | T25  | 1    |
| Open britannique         | DNP  | DNP  | T61  | T50  | T42  | T11  | T41  | CUT  | T13  |      |

WD = Forfait
DNP = N'a pas participé

CUT = A raté le Cut

"T" = Égalité

Le fond vert montre les victoires et le fond jaune un top 10.